# Gruppenkohäsion
Gruppenkohäsion (von lateinisch cohaerere „zusammenhängen“) bezeichnet das Gemeinschafts- oder Zusammengehörigkeitsgefühl in einer sozialen Gruppe, das „Wir-Gefühl“ als emotionales Feld von Bindungen und Zusammenhalt zwischen den beteiligten Personen. Gruppenkohäsion als Phänomen wird vor allem in der Sozialpsychologie und ihren Anwendungsfeldern der Wirtschaftspsychologie, der Sportpsychologie, in der Organisationssoziologie sowie der Militärforschung untersucht. Die Bindung und Dynamik Einzelner innerhalb sozialer Systeme nimmt zentralen Platz in der Theorie der Gruppendynamik ein.
Andere Begriffe mit sich überschneidenden Bedeutungen sind Teamgeist (neudeutsch Teamspirit), Kameradschaft und Korpsgeist.
Gruppenkohäsion bewirkt, dass einzelne Mitglieder ihre individuellen Bedürfnisse zu Gunsten eines Gruppenkontextes (Bewältigung einer Gruppenaufgabe, Erreichung eines Gruppenzieles etc.) zurückstellen. Dies geschieht nicht ohne – bewusstes oder biologisch eingeprägtes – Nutzenkalkül. Die Zugehörigkeit zur jeweiligen Gruppe muss Vorteil für den Einzelnen versprechen. Dies kann allein daraus resultieren, dass die Zugehörigkeit zu einer bestimmten Gruppe (höheren) Selbstwert innerhalb des jeweiligen sozialen Kontextes (beispielsweise: jeweilige Gesellschaft) ermöglicht („Gruppenstolz“). Dazu muss sich diese „spezielle“ Gruppe von anderen Gruppen unterscheiden, im Innen- wie im Außenbild, und sich insofern klar abgrenzen.
| Faktor                                | These |
| ------------------------------------- | --- |
| Wirkung sozialer Vergleiche           | • Gruppenkohäsion entsteht durch die Mechanismen der sozialen Vergleiche |
| Häufigkeit der Interaktion            | • größere Gruppenkohäsion bei häufiger und intensiver Interaktion |
| Homogenität der Gruppe                | • größere Gruppenkohäsion, wenn die Gruppenmitglieder relativ homogen und einander sympathisch sind                                                                                        |
| Gegenseitige Abhängigkeit             | • größere Gruppenkohäsion, wenn sich die Mitglieder ihrer gegenseitigen Abhängigkeit bewusst sind                                                                                          |
| Attraktivität der Mitgliedschaft      | • größere Gruppenkohäsion, je mehr die Gruppenmitgliedschaft wertgeschätzt wird |
| Konkurrenz gegenüber anderen Gruppen  | • größere Gruppenkohäsion, je stärker der Kontrast zu einer konkurrierenden Gruppe ist |
| Gefahren für die Gruppe               | • größere Gruppenkohäsion, je mehr eine Gruppe in ihrem Bestand gefährdet wird |
| Persönlichkeit der Gruppen-mitglieder | • größere Gruppenausrichtung bei wenig kompetenten, unsicheren autoritär sozialisierten, mit wenigen anderen beruflichen Optionen ausgestatteten und neu zur Gruppe gestoßenen Mitgliedern |

## Faktoren zur Bildung von Gruppenkohäsion
- Mechanismen der sozialen Vergleiche
- Interaktionsfrequenz und -qualität
- Homogenität der Gruppenmitglieder
- Gegenseitige Abhängigkeit
- Attraktivität der Gruppenmitgliedschaft
- Konkurrenz gegenüber anderen Gruppen
- Gefährdung der Gruppe in ihrem Bestand durch äußere Bedrohung
- Wenig Optionen der Gruppenmitglieder, anderen Gruppen beitreten zu können

## Gruppenkohäsion und Leistung

Situationales Führungsmodell nach Yukl: Gruppenkohäsion als eine von sieben Situationsvariablen

Allein hohe Gruppenkohäsion ist für hohe Gruppenleistungen (Produktivität) nur bedingt ausschlaggebend. Dieser vereinfachende Zusammenhang der Humans-Relations-Bewegung gilt heute als überholt. Die Produktivität der Arbeit hängt davon ab, inwieweit die Gruppe in ihren zwischenmenschlichen Beziehungen (Leistungs-)Normen folgt. Weichen diese von den Organisationszielen ab, ist es unwahrscheinlich, dass höhere Leistungen erbracht werden (und weichen Gruppennormen von den Normen der Organisation ab, stellen solche Gruppen laut Koschnick sogar eine potenzielle Bedrohung gegenüber der jeweiligen Organisation dar). Identifizieren sich kohärente Gruppen mit den Organisationszielen und -normen, steigt die Wahrscheinlichkeit höherer Produktivität der Gruppen.
Nach dem SGRPI-Modell (System – Goal – Rule – Procedural – Interpersonal) nach Rubin und Beckhard (1984) müssen zu guter Gruppenleistung Ziel (Goal), Rolle (Rule), Prozess (Procedural), Beziehungen (Interpersonal) (in chronologischer Reihenfolge) der Gruppenmitglieder geklärt sein/werden. Eine schlechte Gruppenleistung wird laut dem Modell mit einer Fehlentwicklung innerhalb (einer) der vier Schlüsselfaktoren begründet. Dysfunktionale Beziehungen in der Gruppe treten häufig „nur“ als Symptomatik auf.

## Arten von Kohäsion
Häufig wird differenziert zwischen
- social cohesion (sozialer Kohäsion)
- task cohesion (aufgabenorientierter Kohäsion)

und
- vertikaler Kohäsion (Gruppenmitglieder zur Führung)
- horizontaler Kohäsion (Gruppenmitglieder unter sich).

Höhere Zufriedenheit der Einzelnen aus der Gruppe in Bezug zu den (vergangenen) Leistungen des Vorgesetzten (zu Gunsten der Gruppe) erhöht die vertikale Kohäsion.
Zu vertikaler Kohäsion (oder deren Scheitern) ist beispielsweise militärischer Forschungsgegenstand das Phänomen des (verschleierten) Tötens der Vorgesetzten (fragging) durch ihre Untergeordneten innerhalb der US-Einheiten während des Vietnamkrieges. Untergeordnete töteten Vorgesetzte, um sich selbst vor existenziellen Fehlentscheidungen ihrer Vorgesetzten zu schützen. Außerdem besteht die These, dass der „Gruppenstolz“ sich gegenüber der den Krieg großteils ablehnenden US-amerikanischen Öffentlichkeit unzureichend entwickeln konnte, was die vertikale Kohäsion zusätzlich zu verringern vermochte.

## Militärforschung
Im Zweiten Weltkrieg zeichnete sich die Ostfront der deutschen Wehrmacht durch hohe Widerstandskraft und extremes Durchhaltevermögen aus. Zahlreiche Forschungsarbeiten beschäftigen sich mit dem Zusammenhang der Kohäsion innerhalb der damaligen Einheiten zu deren Kampfkraft unter widrigsten Bedingungen. Über die ausschlaggebenden Größen zu Gruppenkohäsion, Motivation und Handlungen der Einheiten besteht weiterhin keine einhellige Meinung.
Nach heutigem Stand wird in der Militärforschung zusätzlich unterschieden:
- soziale Kohäsion (social cohesion)
- aufgabenorientierte Kohäsion (task cohesion)
- instrumentelle Kohäsion.

Der Bereich der sozialen Kohäsion (social cohesion) enthält insbesondere die Annahme der Voraussetzung der Homogenität der Gruppenmitglieder (zu ihrer hohen Kohäsion). Die Praxisrelevanz dieses Konzepts ist heute umstritten, da dieses gegen politisch korrekte Paradigmen verstoße, daher wird in Militärkonzepten heute vermehrt vom Konzept der aufgabenorientierten Kohäsion (task cohesion) gesprochen. Bei der aufgabenorientierten Kohäsion richten sich die Einzelnen der Gruppe eher nach Werten, Normen, Aufgaben, Zielen als auf homogene Interdependenz (innerhalb der jeweiligen Primärgruppe) aus.
Bei der instrumentellen Kohäsion ist dem Einzelnen klar, dass er instrumentell von der jeweiligen Organisation abhängig ist, nicht aus sozialen, sondern aus funktionalen Bedürfnissen erlebt er sich im Rahmen des jeweiligen Kontextes von den anderen Gruppenmitgliedern abhängig: „Die Belastungen, die auf den Soldaten wirken, kann dieser nicht alleine bewältigen. Er ist auf seine Kameraden und Vorgesetzten angewiesen […] Denn der einzelne Soldat muss, will er seine Überlebenschancen erhöhen, notwendigerweise Primärgruppenbeziehungen entwickeln und an ihnen teilnehmen“ (Zweckverband).

## Sportpsychologie
Widmeyer, Brawley, Carron unterscheiden in ihren Fragebögen (Group Environment Questionnaire) zwischen aufgabenorientierter und sozialorientierter Kohäsion. Nachgewiesen werden konnte, dass aufgabenorientierte Kohäsion die Leistung des Teams tendenziell erhöht. Die Auswirkung von einzig sozialorientierter Kohäsion (wie wichtig sind mir die sozialen Beziehungen) auf die Teamleistung konnte nicht nachgewiesen werden. Nachgewiesen werden konnte jedenfalls, dass Erfolge des Teams auch die Kohäsion positiv beeinflussen.

## Organisationsstrukturen, die soziale Kohäsion schwächen
Aus der Abflachung von hierarchischen Strukturen in Organisationen resultieren Politisierungsdilemmata, die strukturellen Egoismus auf Kosten sozialer Kohäsion fördern. Von Christoph Deutschmann et al. wurde auf die (beabsichtigte) Entwicklung von strukturellem Egoismus in  „neueren“ Unternehmensstrukturen (Intrapreneurship) hingewiesen.
Während Konflikte und Wettbewerb innerhalb der Gruppe die Gruppenkohäsion schwächen, steigt der Grad der Gruppenkohäsion, wenn die Gruppe im Wettbewerb mit anderen Gruppen steht.